# 251 Menlove Avenue
251 Menlove Avenue is een huis in Liverpool. Hier woonde de Beatles-zanger John Lennon gedurende zijn kindertijd van 1946 tot 1963. Het huis is in het bezit van de National Trust die het een Grade II-status heeft gegeven.

## John Lennons
Het huis aan 251 Menlove Avenue is een twee-onder-een-kapwoning in de wijk Woolton die werd gebouwd in de jaren dertig. Hier kwam hij als vijfjarig kind vanaf zijn geboorteadres aan 9 Newcastle Road bij zijn oom en tante George en Mimi Smith wonen. Zijn moeder was overgehaald de opvoeding van haar zoon over te laten aan haar zus en zwager toen zij met een vriend samenwoonde. Lennon woonde hier tot zijn tweeëntwintigste, van juli 1946 tot medio 1963.

## Cultureel erfgoed
Terwijl de National Trust het voormalige huis van Paul McCartney aan 20 Forthlin Road al in het bezit had, toonden ze geen interesse voor dit voormalige woonhuis van Lennon. Rond de eeuwwisseling werden opnames in het huis gemaakt voor de Amerikaanse televisiefilm In his life: The John Lennon story (2000). Voor de opnames stond de eigenaar toe dat een muur op de benedenverdieping werd gesloopt; de honderdvijftig stenen werden later verkocht aan Beatles-fans. Op 7 december 2000 werd de blauwe plaquette op het huis gemonteerd met de opschrift John Lennon 1940-1980 Musician and Songwriter lived here 1945-1963.
Lennons weduwe Yoko Ono kocht het huis in maart 2002 en schonk het aan de National Trust om te voorkomen dat het huis nog meer schade op zou lopen. Het werd vervolgens gerenoveerd naar de stand van de jaren vijftig en vanaf maart 2003 opengesteld voor het publiek. In februari 2012 werden zowel dit als McCartneys voormalige huis de Grade II-status gegeven.

## Trivia
- Een foto van het huis staat op de hoes van de single Live forever van Oasis
- In 1986 bracht Yoko Ono een postuum album uit van Lennon, getiteld Menlove ave.